# Willem van Honthorst

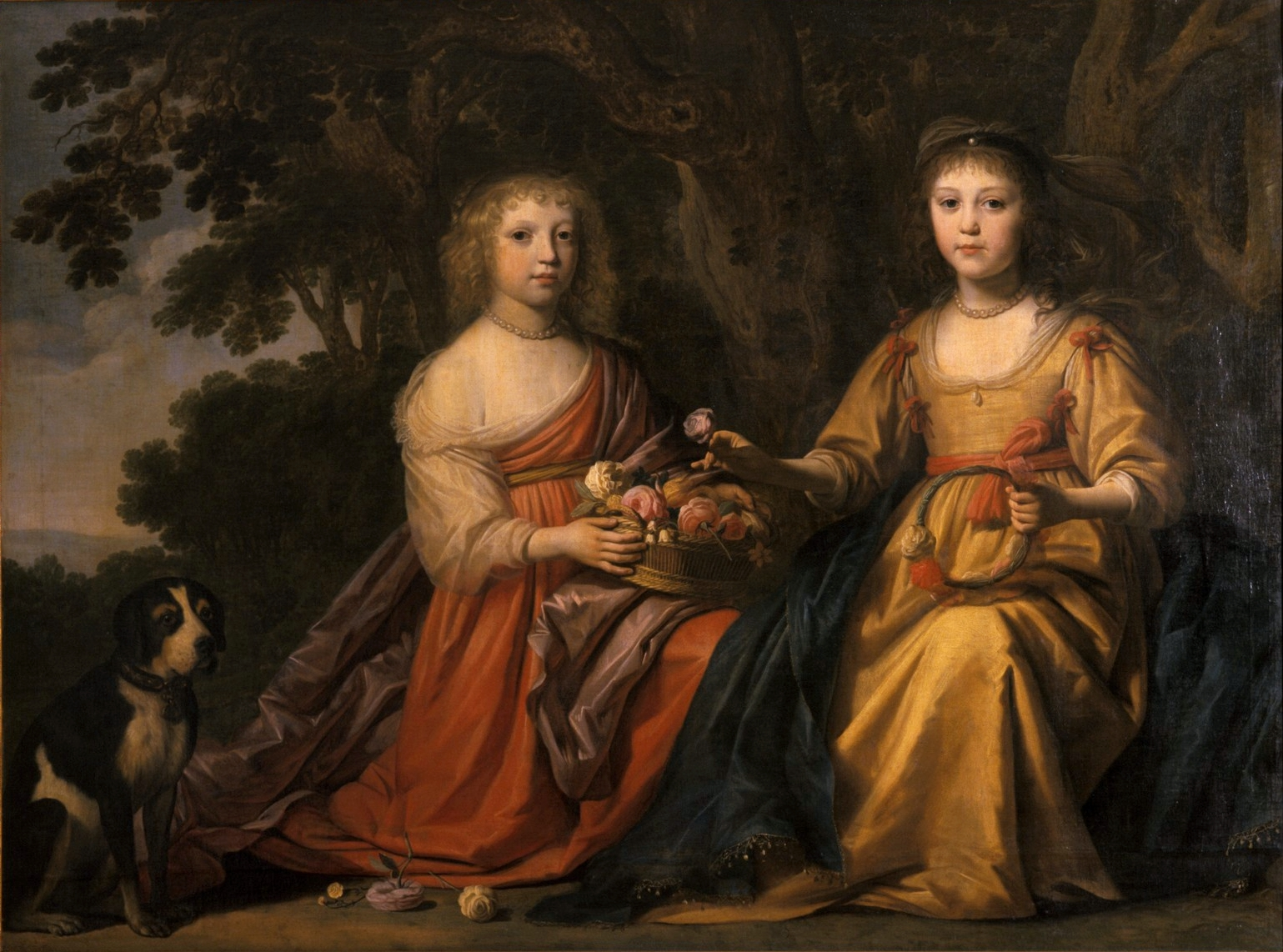
Willem van Honthorst, Maria Magdalena und Charlotta Elisabetha, Prinzessinnen von Nassau, um 1640, Schloss Friedenstein

Willem van Honthorst (* 1594 in Utrecht; † 19. Februar 1666, ebenda) war niederländischer Maler. Er war Bruder von Gerrit van Honthorst.

## Leben
Wie sein Bruder, war Willem van Honthorst auch Schüler des Abraham Bloemaerts und seinem Vater, der Dekorationsmaler war. Ebenso hat Willem viel von seinem älteren Bruder gelernt. 1643 heiratete Willem in Den Haag seine Frau Sophia, wo er einige Jahre lebte.
1646 ging er nach Berlin, Anfang 1647 wurde er dort zum Hofmaler am kurfürstlichen Hof von Friedrich Wilhelm von Brandenburg und seiner Frau Luise Henriette von Oranien, Tochter des niederländischen Statthalters Friedrich Heinrich von Oranien und von Amalie zu Solms-Braunfels, ernannt. Siebzehn Jahre blieb er in Berlin und kehrte erst 1664 nach Utrecht zurück, wo er 1666 starb.
Die Malstile der beiden Honthorst-Brüder ähneln sich sehr, so dass teilweise Bilder Willems seinem älteren Bruder Gerrit zugeordnet wurden, auch wegen der Ähnlichkeit der Signaturen. Bei genauerem Hinsehen ist jedoch festzustellen, dass Willems Bilder etwas gleichmäßiger und harmonischer in der Ausführung sind.